# 819
819 (DCCCXIX) fue un año común comenzado en sábado del calendario juliano, en vigor en aquella fecha.

## Acontecimientos
- Aquisgrán: Ludovico Pío, emperador de Occidente y rey de los francos, también conocido como Luis el Piadoso, se casa en segundas nupcias con Judith de Baviera, con quien tuvo dos hijos.

## Fallecimientos
- Liu Zongyuan, escritor chino.